# Нассер Гартен
Нассер Гартен (нем. Nasser Garten/Влажный сад) был районом Кёнигсберга (Пруссия), и находился к югу от Старого Прегеля и к западу от Хаберберга. Сегодня он носит название Портовое и расположен в Московском районе, на юге Калининграда.

## Название
Название указывает на зону затопления на Нижнем Прегеле.

## История
Нассер Гартен (Влажный сад) принадлежал сначала Хабербергу, деревне с 24 фермерами, которая была передана маркграфом Альбертом в 1522 году жителям Кнайпхофа. На окраине Хаберберга находился «Старый сад» или «Сухой сад», который был отделён стеной от «Влажного сада». Орденом были созданы так называемые сады, в качестве рабочей силы для которых использовались мелкие фермеры. Их имущество включало бесплатную квартиру или коттедж и около двух-трёх гектаров земли, поэтому садовники должны были тщательно трудиться, чтобы прокормить себя и свои семьи. Их называли «садоводами заработной платы», «плохими садоводами», «проигравшими» или «жителями», и позже они были заменены.
Весной влажный сад затапливала вода, и его нужно было осушать с помощью конвейерных мельниц. В 1807 году французы стояли в пригороде Кёнигсберга, а генерал Рюхель позволил сгореть влажному саду.